# Jack Guittet
Jack Guittet (n. 12 ianuarie 1930, Casablanca, Marocul francez – d. 16 ianuarie 2025, Mignaloux-Beauvoir, Nouvelle-Aquitaine, Franța) a fost un scrimer ce a reprezentat Franța, medaliat olimpic. A participat la 2 ediții ale Jocurilor Olimpice (1960, 1964) în care a câștigat o medalie de bronz.